# Peterstraße 77 (Merken)

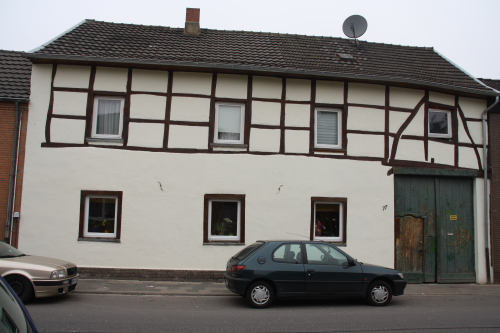
Das Gebäude

Das Gebäude Peterstraße 77 befindet sich im Dürener Stadtteil Merken in Nordrhein-Westfalen. 
Der ehemalige landwirtschaftliche Hof wird heute als Wohngebäude genutzt. Die Hofanlage wurde von der Familie Husch/Kutsch in der zweiten Hälfte des 18. Jahrhunderts erbaut.
Das zweigeschossige Wohnhaus der Hofanlage ist traufständig, vierachsig und hat ein Satteldach. Das Untergeschoss ist aus Backsteinern, das Obergeschoss aus Fachwerk mit ausgemauerten Gefachen gebaut. Bei der rechteckigen Tordurchfahrt handelt es sich noch um die originale Toranlage mit barockem Schlupftor.
Das Bauwerk ist unter Nr. 11/003 in die Denkmalliste der Stadt Düren eingetragen.